# Sandwald
Der Sandwald ist ein bis 477,2 m ü. NHN hoher Höhenzug im hessischen Werra-Meißner-Kreis und mit einem kleinen Anteil im niedersächsischen Landkreis Göttingen. Er liegt nahe dem Dreiländereck Hessen-Niedersachsen-Thüringen unmittelbar nördlich der Kernstadt des hessischen Witzenhausen.

## Geographie

### Lage
Der Sandwald liegt, im Uhrzeigersinn betrachtet, zwischen der Kernstadt von Witzenhausen im Süden, Hedemünden im Westen, Atzenhausen und Mollenfelde im Norden und Eichenberg Dorf im Osten. Der nordöstlich der Werra gelegene Höhenzug ist in Nordwest-Südost-Richtung etwa 8 km lang und 4 km breit; seine Fläche beträgt rund 31 km².

### Geologie und Landschaftsbild
Der Sandwald besteht überwiegend aus Buntsandstein und ist im Norden und Osten komplett mit Wald bedeckt; im westlichen Anteil gibt es auch landwirtschaftliche Nutzflächen. Er ist Quellgebiet vieler kleiner Zuflüsse von Werra und Leine, darunter Bessientalsbach, Dieffenbach, Hübenbach, Hüttenborn, Molle und Wolfsbach, die im Höhenzug oder an seinen Rändern fließen.

### Naturräumliche Zuordnung
Der Sandwald bildet in der naturräumlichen Haupteinheitengruppe Osthessisches Bergland (Nr. 35) und in der Haupteinheit Unteres Werrabergland (358) die Untereinheit Sandwald (358.9). Nach Südosten fällt die Landschaft in die Untereinheit Neuseesen-Werleshäuser Höhen (358.8) ab und nach Süden über Südwesten bis Westen in die Untereinheit Witzenhausen–Hedemündener Werratal (358.4). Nach Nordwesten über Norden bis Nordosten leitet sie in den Naturraum Dransfelder Hochflächen (371.15) über, der in der Haupteinheitengruppe Weser-Leine-Bergland (37) und in der Haupteinheit Sollingvorland (371) zur Untereinheit Südliches Solling-Vorland (371.1) zählt, und nach Osten in den Naturraum Eichenberg-Hohenganderner Hänge und Keuperhügel (372.70), der in der Haupteinheit Leine-Ilme-Senke (372) zur Untereinheit Oberer Leinegraben (372.7) gehört.

### Berge
Zu den Bergen und Erhebungen des Sandwaldes gehören – sortiert nach Höhe in Meter (m) über Normalhöhennull (NHN):
- Auf der Schärfe (477,2 m), westsüdwestlich von Eichenberg Dorf
- namenlos (442 m), südsüdwestlich von Neuenrode (Großes Holz)
- Steinköpfe (413 m), ostnordöstlich von Albshausen
- namenlos (ca. 380 m), südöstlich von Berlepsch-Ellerode
- Kobelsberg (367,8 m), südöstlich von Albshausen
- Badenstein (356 m), nordnordwestlich von Witzenhausen
- Tremberg (ca. 270 m), nordnordwestlich von Gertenbach
- Rabensberg (227,4 m), nördlich von Witzenhausen

## Schutzgebiete
Auf dem Sandwald liegen Teile des Landschaftsschutzgebiets Leinebergland (CDDA-Nr. 322560; 1986 ausgewiesen; 257,06 km² groß) sowie der Fauna-Flora-Habitat-Gebiete Werra- und Wehretal (FFH-Nr. 4825-302; 244,8191 km²) und Mausohr-Jagdgebiet Leinholz (FFH-Nr. 4625-331; 3,4009 km²).

## Sehenswürdigkeiten und Wandern
Auf einer kleinen Bergkuppe des Sandwaldes bei Berlepsch-Ellerode-Hübenthal steht das Schloss Berlepsch. Durch den bereichsweise bewaldeten Höhenzug führen zahlreiche Wanderwege, insbesondere – zwischen Mollenfelde und Witzenhausen – der Europäische Fernwanderweg E6 und unter anderem vorbei am Schloss Berlepsch.